# Le Diable en robe bleue
Pour plus de détails, voir Fiche technique et Distribution.
Le Diable en robe bleue (Devil in a Blue Dress) est un film américain réalisé par Carl Franklin, sorti en 1995. Il s'agit d'une adaptation cinématographique du roman du même nom de Walter Mosley publié en 1990.

## Synopsis
En 1948, à Los Angeles, Viré de son travail chez Champion Aircraft, le vétéran Easy Rawlins a besoin d'argent. Joppy, tenancier du bar qu'il fréquente le met en contact avec Albright Dewitt, qui lui propose de l'argent pour retrouver la fiancée d’un politicien. Easy passe la soirée avec un couple, les raccompagne chez eux et profite de l’assoupissement du mari saoul pour faire l’amour avec sa femme, Coretta. Le lendemain, Rawlins reprend son enquête, mais la police l’arrête pour le meurtre de cette dernière.

## Fiche technique
- Titre : Le Diable en robe bleue
- Titre original : Devil in a Blue Dress
- Réalisation : Carl Franklin
- Scénario : Carl Franklin, d'après le roman Le Diable en robe bleue de Walter Mosley
- Musique : Elmer Bernstein
- Photographie : Tak Fujimoto
- Montage : Carole Kravetz
- Décors : Gary Frutkoff
- Costumes : Sharen Davis
- Production : Jesse Beaton, Jonathan Demme, Gary Goetzman et Edward Saxon
- Sociétés de production : Clinica Estetico et Mundy Lane Entertainment
- Distribution : Columbia TriStar Films (France), TriStar (États-Unis)
- Pays de production :  États-Unis
- Format : Couleurs - 1,85:1 - Dolby Surround - 35 mm
- Genre : policier, thriller, néo-noir
- Durée : 102 minutes
- Dates de sortie :
  - Canada : 16 septembre 1995 (Festival de Toronto)
  - États-Unis : 29 septembre 1995
  - France : 10 janvier 1996
  - Belgique : 24 janvier 1996

## Distribution
- Denzel Washington (VF : Emmanuel Jacomy) : Easy Rawlins (en)
- Tom Sizemore (VF : Renaud Marx) : Dewitt Albright
- Jennifer Beals : Daphne Monet
- Don Cheadle (VF : José-Philippe Dalmat) : Mouse Alexander
- Maury Chaykin (VF : Michel Tugot-Doris) : Matthew Terell
- Terry Kinney (VF : Patrick Laplace) : Todd Carter
- Mel Winkler : Joppy
- Albert Hall (VF : Mario Santini) : Degan Odell
- Lisa Nicole Carson : Coretta James
- Jernard Burks (VF : Thierry Desroses) : Dupree Brouchard
- David Wolos-Fonteno : Junior Fornay
- John Roselius (VF : Michel Fortin) : le détective Mason
- Beau Starr (VF : Patrick Messe) : le détective Jack Miller
- Steven Randazzo (VF : Bertrand Arnaud) : Benny Giacomo
- Scott Lincoln (VF : Hervé Bellon) : Richard McGee
- L. Scott Caldwell (VF : Maïk Darah) : Hattie Parsons
- Renee Humphery (VF : Barbara Delsol) : Barbara
- Poppy Montgomery : la sœur de Barbara
- Peggy Rea (VF : Maïté Monceau) : la secrétaire de Carter

## Production
Le tournage a lieu à Los Angeles, Malibu, Pasadena et Piru.

## Bande originale
- West Side Baby, interprété par T-Bone Walker
- Ain't Nobody's Business, interprété par Jimmy Witherspoon
- Hy-Ah Su, interprété par Duke Ellington
- Maybe I Should Change My Ways, interprété par Duke Ellington
- Hop, Skip And Jump, interprété par Roy Milton
- Good Rockin' Tonight, interprété par Brian O'Neal
- Blues After Hours, interprété par Pee Wee Crayton
- Rain In My Eyes, interprété par Joan Shaw
- Parlez moi d'amour, interprété par Lucienne Boyer
- I Can't Go On Without You, interprété par Bull Moose Jackson
- On A Slow Boat To China, interprété par Kay Kyser
- Round Midnight, interprété par Thelonious Monk
- Chicken Shack Boogie, interprété par Amos Milburn
- Peace Be Still, interprété par James Cleveland & The Angelic Choir
- The Lord Brought Us Out, interprété par James Cleveland & The Angelic Choir
- Messin' Around, interprété par Memphis Slim
- Chica Boo, interprété par Lloyd Glenn

## Accueil
Le film est un échec ne rapportant que 16 140 822 $ sur le sol américain. En France, il n'attire que 95 953 spectateurs en salles.

## Distinctions

### Récompenses
- Los Angeles Film Critics Association Awards du meilleur second rôle masculin pour Don Cheadle en 1995.
- Meilleure photographie et meilleur second rôle masculin pour Don Cheadle par la National Society of Film Critics en 1996.

### Nominations
- Coquille d'or lors du Festival de San Sebastián en 1995.
- Prix Edgar-Allan-Poe du meilleur film en 1996.
- NAACP Image Award du meilleur film, meilleure bande originale, meilleure actrice pour Jennifer Beals et meilleur second rôle masculin pour Don Cheadle en 1996.
- Screen Actors Guild Award du meilleur second rôle masculin pour Don Cheadle en 1996.